# Catedral basílica de Nuestra Señora del Rosario (Rosario)
El Santuario Basílica Catedral de Nuestra Señora del Rosario es una basílica menor y catedral dedicada a la Virgen del Rosario, de la ciudad de Rosario, provincia de Santa Fe en la República Argentina. Es la sede episcopal del Arzobispado de Rosario.
Los arzobispos Silvino Martínez, Guillermo Bolatti, Jorge Manuel López y Eduardo Vicente Mirás están sepultados dentro del templo.
La basílica se encuentra localizada en la parte más antigua de la ciudad, en el 789 de la calle Buenos Aires, al lado del Palacio de los Leones, sede de gobierno municipal de la ciudad, en frente de la Plaza 25 de Mayo. Entre ambos edificios se encuentra el pasaje Juramento.
La primera parroquia fue construida en este sitio en 1731.  El 20 de abril de 1934 con la erección canónica de la Diócesis de Rosario, fue nombrada oficialmente catedral. Y pasó a Basílica Menor el 7 de octubre de 1966. 

La basílica data de finales del siglo XIX. Su altar mayor fue hecho con mármol de Carrara, es originario de Italia y fue emplazado en 1898.
Ingresando por una de las escaleras laterales, accedemos al subsuelo y nos encontramos con el Camarín de la Virgen, que puede albergar a 150 personas y fue inaugurado en mayo de 1925.

La imagen de la Virgen del Rosario fue traída desde Cádiz, España en 1773.

En el atrio de la Catedral puede apreciarse el vitral "Creación de la Bandera" de Francisco Stella (Roma, 1872 – Bs. Aires, 1940); en el cual se recrea el primer flameo de la Bandera nacional en las barrancas del río Paraná. Fue ejecutado por la firma “Vilella y Thomas” de Buenos Aires e instalado en 1927.

## Galería

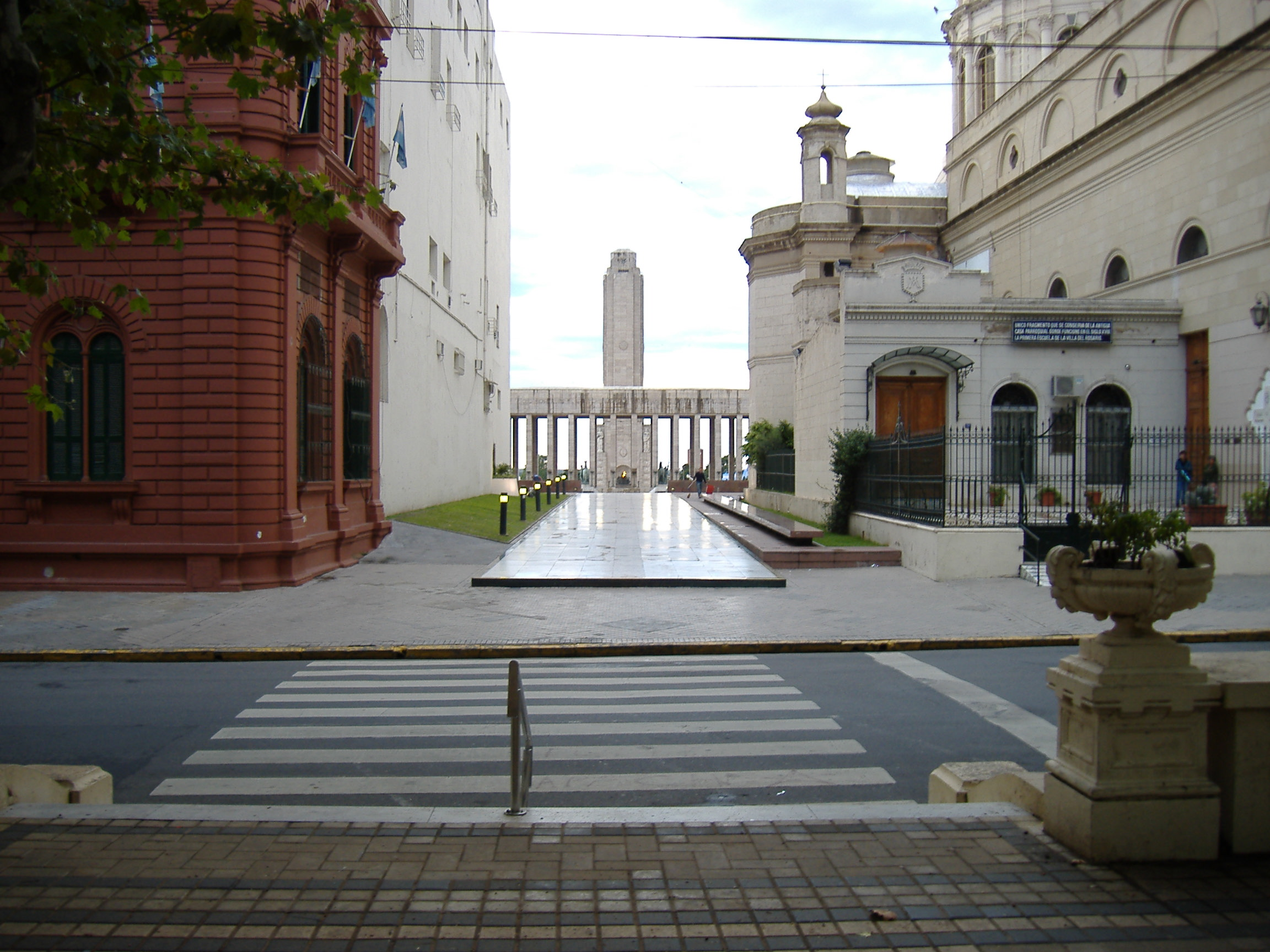
Pasaje Juramento.
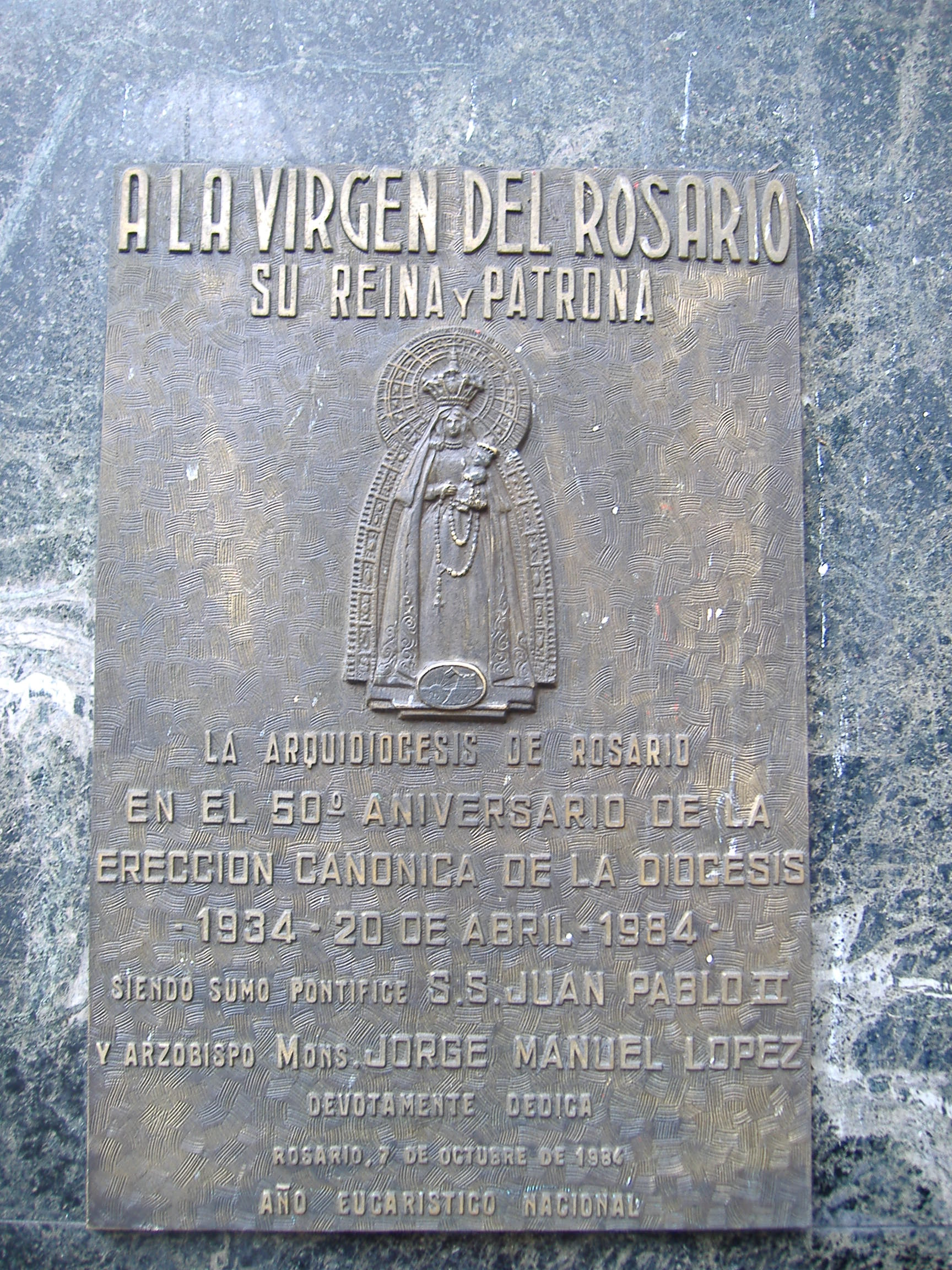
Rogativa a la Virgen del Rosario.
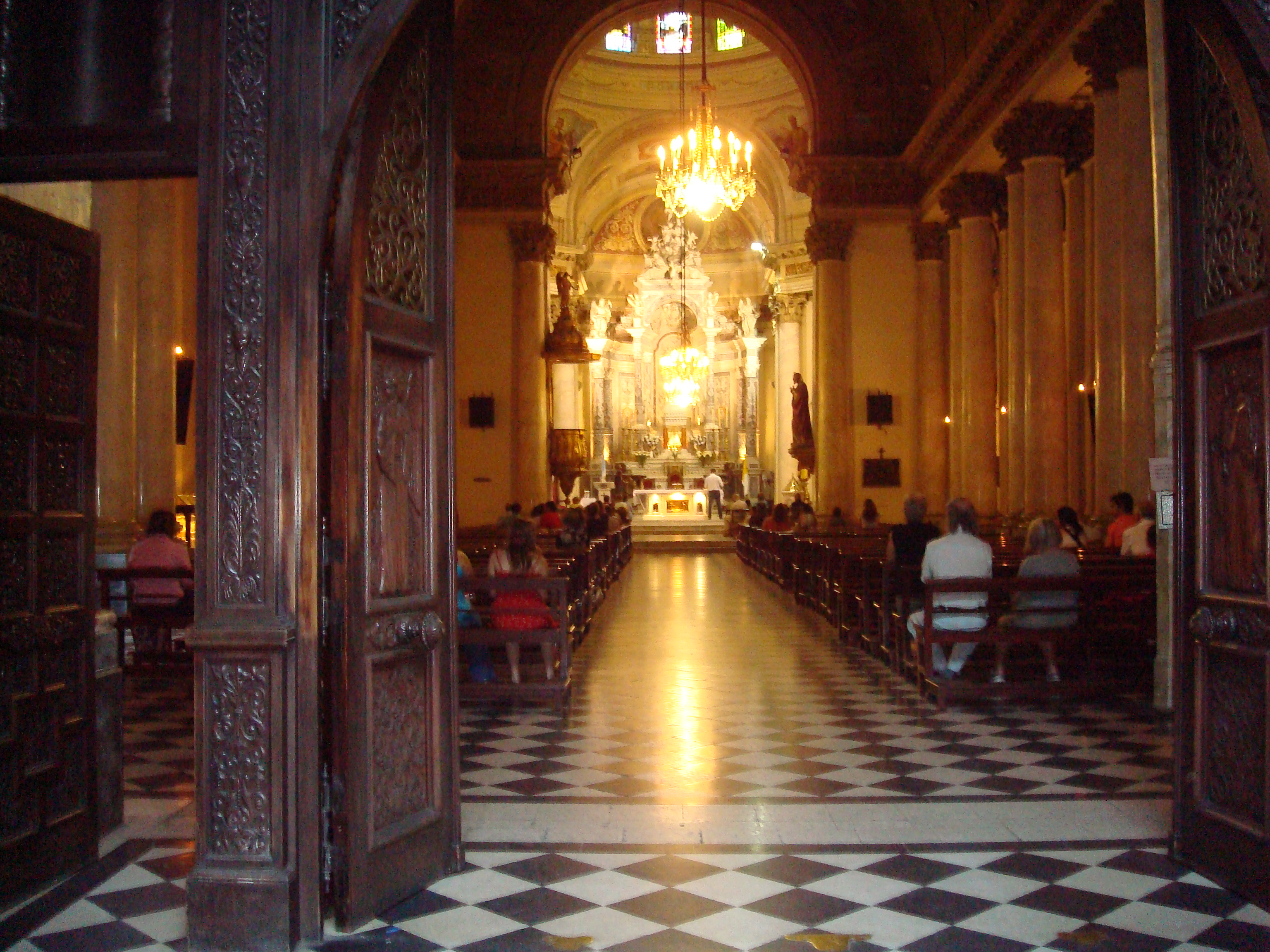
Vista de la nave central.
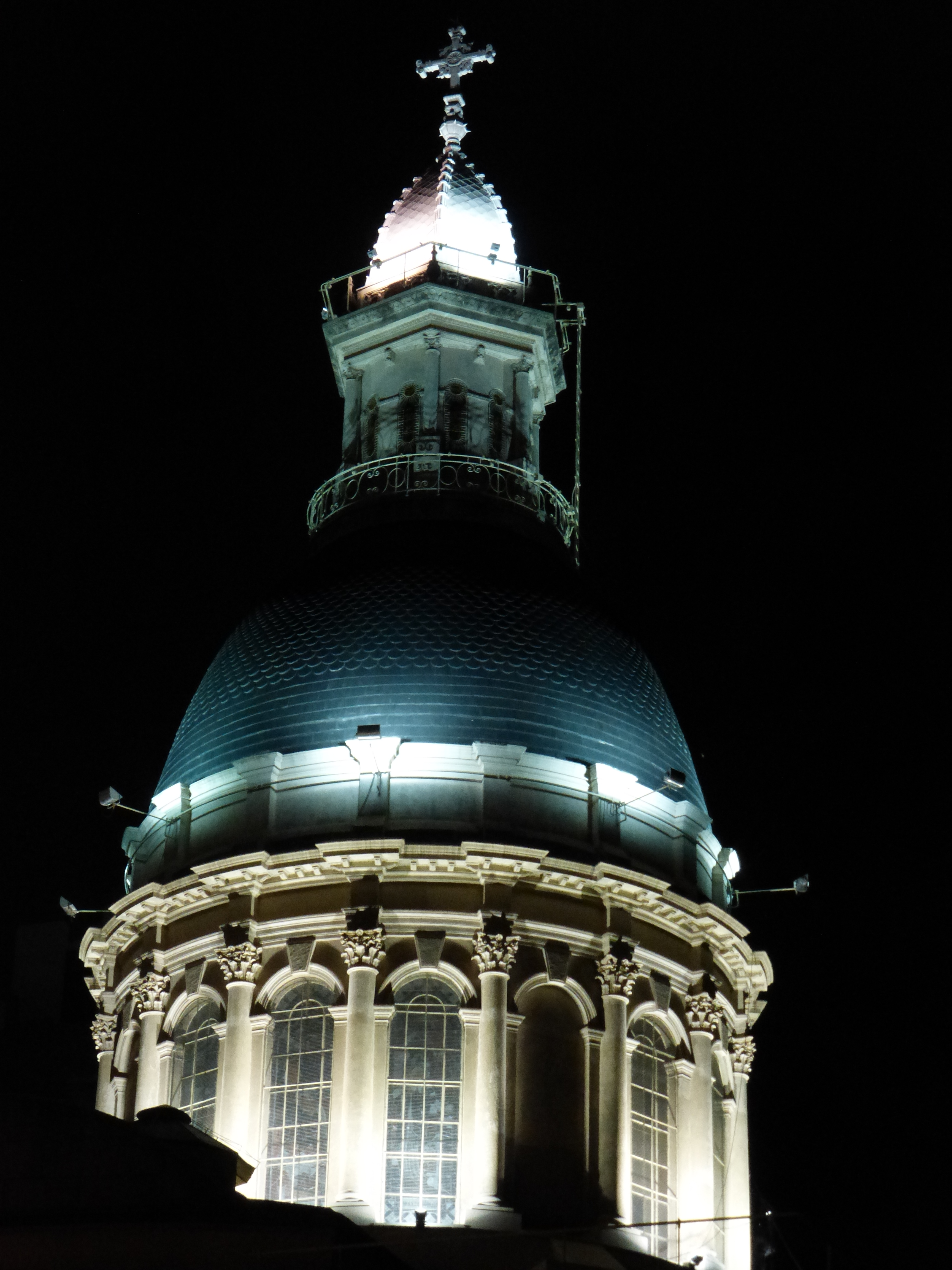
Detalle de la cúpula iluminada.
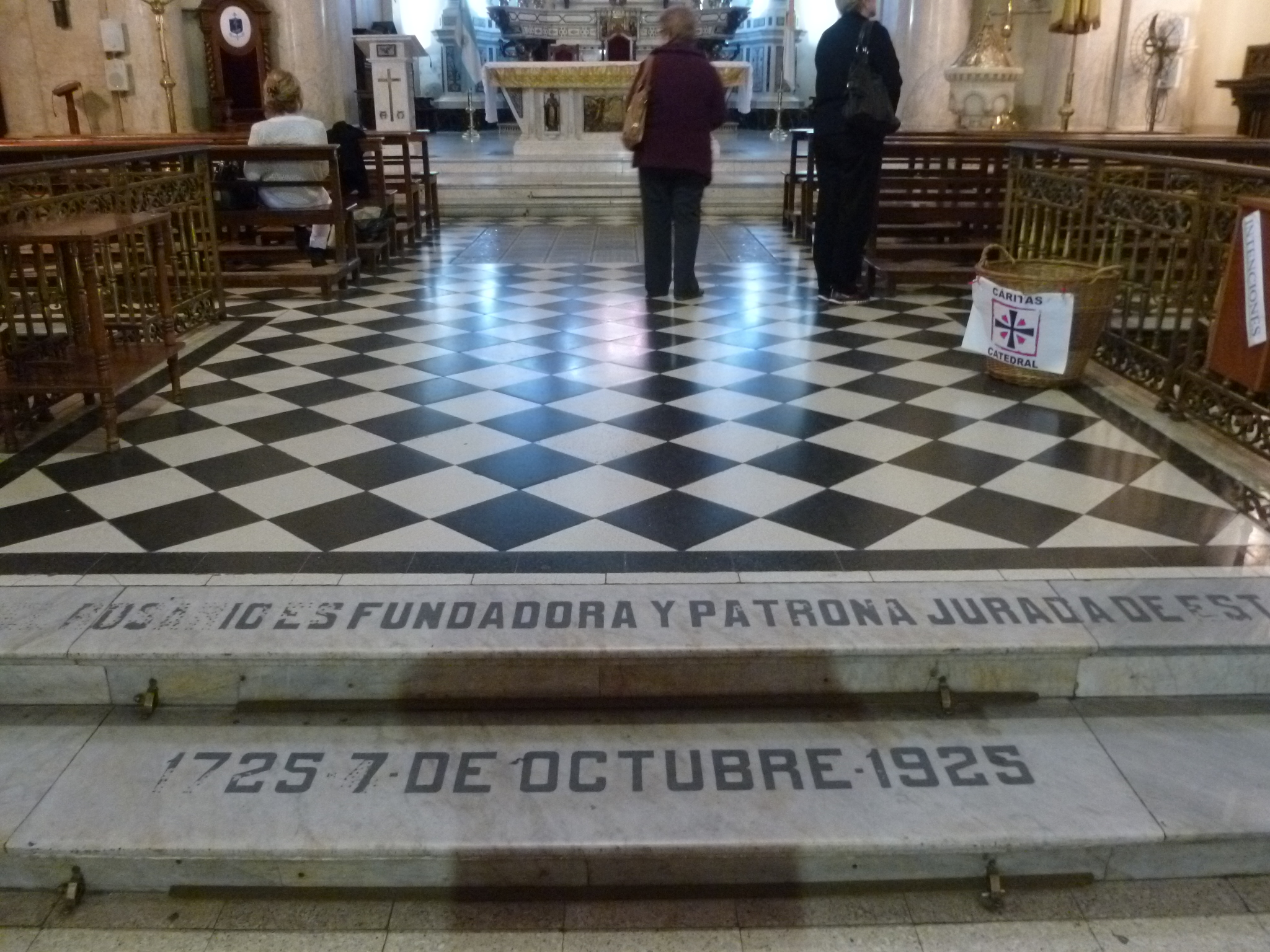
Fechas del 200.º aniversario de la fundación de la ciudad de Rosario (sic)